# Dillon's Dead-Heat Breakers
Dillon's Dead-Heat Breakers (ザ・デッドヒートブレイカーズ, The Dead Heat Breakers) est un jeu vidéo de type action-aventure et tower defense développé par Vanpool et édité par Nintendo, sorti en 2018 sur Nintendo 3DS. 
Il fait suite à Dillon's Rolling Western et à Dillon's Rolling Western: The Last Ranger.

## Accueil
- Jeuxvideo.com : 13/20[1]